# Manoir de Perttula
Le manoir de Perttula (finnois : Perttulan kartano) est un manoir situé dans le quartier de Miemala à Hämeenlinna en Finlande,.

## Présentation
Construit près du village Alikylä de Miemala,  c'est à l'origine une ferme équestre de la couronne de 110 hectares.
Le bâtiment principal de Perttula, situé sur le sommet de l'esker Hattelmalanharju, est construit pour Otto Carl Rehbinder, gouverneur du comté de Häme. 
Il acheté le domaine de Perttula en 1857. 
Les plans du nouveau bâtiment principal sont réalisés par l'architecte Carl Albert Edelfelt en 1858.
Le bâtiment devait être en pierre, mais il sera finalement construit en rondins puis crépi.
C'est un édifice orné de tours et de porches ouverts.
À la même période, Carl Albert Edelfelt a conçu les bâtiments de la gare du chemin de fer Helsinki-Hämeenlinna, dans lesquels on peut retrouver les mêmes caractéristiques que celles  du bâtiment principal du manoir de Perttula.
L'histoire de Perttula prend un nouveau tournant quand Edvin Hedman, maître de philosophie, et son épouse, Emma Hedman, achètent la ferme du domaine de Rehbinder en février 1891.
Les Hedman s'installent à Perttula en mai de la même année avec leur établissement d'enseignement.
L'école dirigée par les Hedman a été le premier établissement d'enseignement en finnois spécialisé dans l'idiotie et ses locaux, situés dans le quartier du Kallio à Helsinki, se sont révélés trop exigus.
Le sénateur Yrjö Sakari Yrjö-Koskinen, qui avait auparavant soutenu la création de l'établissement d'enseignement, a recommandé aux Hedman de s'installer dans la région d'Hämeenlinna. 
Les Hedman y ont apporté un établissement d'enseignement qui nécessitait six wagons de train pour se déplacer. 
Jusqu'en 2013, soit pendant 122 ans, Perttula a été un établissement d'enseignement, les premières années sous le nom d'institut d'enseignement pour idiots, puis comme un foyer scolaire pour Perttula, une école professionnelle spéciale, et enfin, après la fusion de Perttula avec la Fondation Kiipula, comme faisant partie du centre de formation et de réadaptation de Kiipula.
Au printemps 2014, les Propriétés du Sénat  vendent Perttula au promoteur immobilier Petri Yrjö-Koskinen, qui vient habiter dans le bâtiment principal de la ferme.
Koskinen est le petit-fils du sénateur Yrjö Sakari Yrjö-Koskinen, qui a guidé les Hedman jusqu'à Perttula.
Le manoir est classé parmi les sites culturels construits d'intérêt national en Finlande..

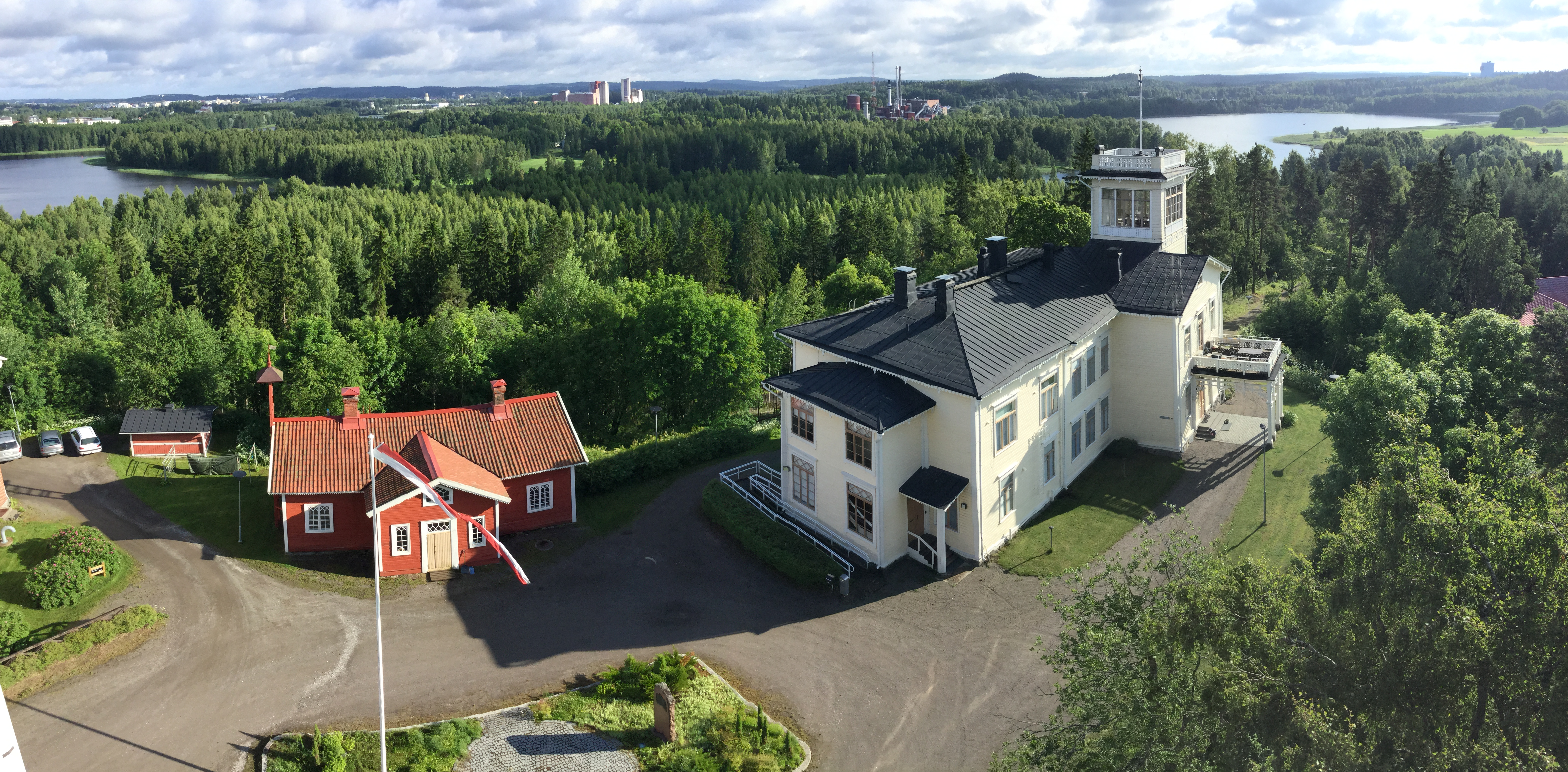
Le manoir.